# Памятник Я. В. Виллие
Памятник Я. В. Виллие — скульптурный монумент военному врачу, организатору военно-медицинского дела в российской армии Я. В. Виллие. Установлен в 1859 году около Военно-медицинской академии. Авторы проекта памятника — скульптор Д. И. Иенсен и архитектор А. И. Штакеншнейдер. Памятник является объектом культурного наследия федерального значения.

## История
Врач Я. В. Виллие родился в Шотландии, а с 1790 года находился на русской службе. Он являлся президентом Медико-хирургической академии, принимал участие в Отечественной войне 1812 года и русско-турецкой войне 1828—1829 годов. После смерти Виллие завещал почти 1,5 млн рублей на строительство Михайловской клинической больницы и небольшую сумму на установку памятника самому себе. Памятник было решено установить напротив главного фасада академии со стороны нынешней улицы Академика Лебедева. Памятник, выполненный скульптором Д. И. Иенсеном и архитектором А. И. Штакеншнейдером, был торжественно открыт 9 декабря 1859 года — в 69-ю годовщину поступления Я. В. Виллие на русскую службу. В 1873 году неподалёку был установлен фонтан «Гигиея» работы тех же авторов.
В конце 1949 году, во время борьбы с космополитизмом, памятник был убран со своего места и разобран. В 1964 году памятник был собран вновь и установлен, но уже в парке академии. В 1996 году на место, где изначально стоял памятник Виллие, был перемещён фонтан «Гигиея».

## Описание
Двухметровая бронзовая скульптура Виллие установлена на непропорционально большом шестиметровом постаменте. Врач изображён сидящим на уступе скалы. В его руках перо и свиток. У ног скульптуры книга Виллие «Военная фармакопея». По углам пьедестала — гранитные кариатиды. На сторонах постамента герб Виллие, а также два рельефа из бронзы: «Первое собрание конференции Медико-хирургической академии в 1808 году» и «поле сражения в Отечественной войне 1812 года».